# NK Ivanja Reka
NK Ivanja Reka je nogometni klub iz Ivanje Reke. U sezoni 2021./22. se natječe u 1. Zagrebačkoj nogometnoj ligi

## Povijest
- Osnovan je 1948. godine, a 1958. godine je raspušten.
- Ponovno je obnovljen 1968. godine.

Klub se u razdoblju od 1948. do 1958. godine zvao Crvena zvijezda, u razdoblju od 1968. do ljeta 1992. godine Sloboda, a u ljeto 1992. g. dobiva današnje ime NK Ivanja Reka. U sezoni 1996./97. umjesto kluba igrao je klub Roma zvan Udruženje Roma.
Trenutno se natječe u 1. Zagrebačkoj ligi.

### Zanimljivost
Na terenu Ivanja Reke također je nastupao ŽNK Sloboda '78 (1978. – 1983.).
 
U sezoni 1980./81. ŽNK Sloboda '78 bio je prvak Jugoslavije, a 1980. godine i 1982. godine su bile pobjednice kupa Jugoslavije.
 
Za ŽNK Slobodu je igrala i Marija Matuzić. 

ŽNK Sloboda '78. je 1983. godine bio prvak Europe na turniru u francuskom Mentonu (ŽNK Sloboda '78 Zagreb : Standard Fem Liège 1:0).